# Vinzenz Muschinger

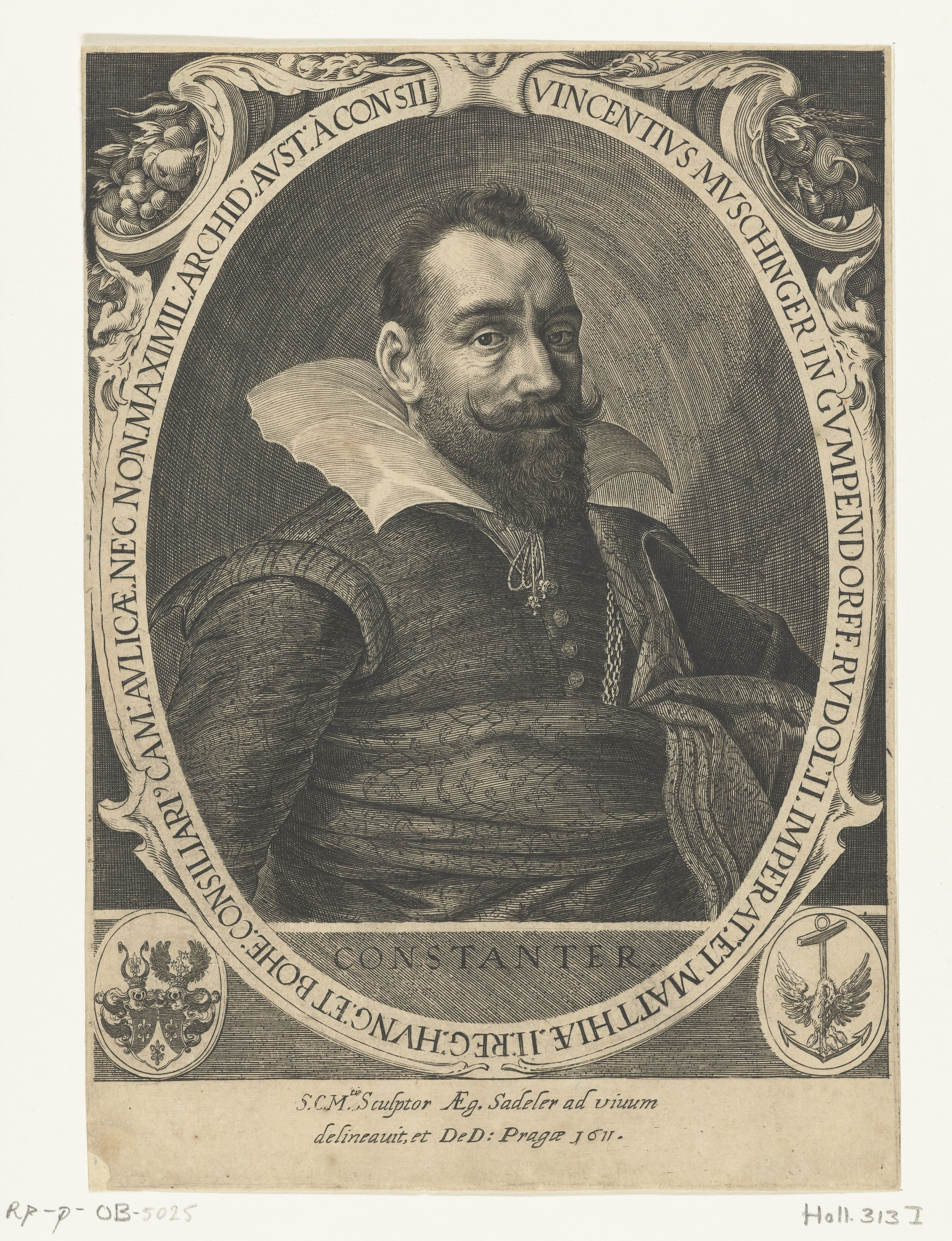
Vinzenz Muschinger, Kupferstich von 1611

Vinzenz Muschinger (* 16. Jahrhundert; † 1628) war ein österreichischer Adeliger, kaiserlicher Rat, Hofkammersekretär, Münzwardein und Besitzer der Herrschaften Drosendorf, Gumpendorf, Gars, Horn, Raan und Rosenburg.

## Leben
Muschinger wurde in der 2. Hälfte des 16. Jahrhunderts als Sohn von Sylvester Muschinger vermutlich in Wien geboren. Er entstammt einem steirischen Geschlecht, das im 16. Jahrhundert in habsburgischen Diensten aufstieg, nachdem es sich während der 1. Türkenbelagerung Wiens 1529 verdient gemacht hatte. Sein Urgroßvater Sigmund Muschinger erwarb 1540 die Wiener Vorstadt Gumpendorf.
Vinzenz Muschinger war unter Rudolf II., Matthias und Ferdinand II. kaiserlicher Rat und Hofkammersekretär. 1607 wurde er in den niederösterreichischen Ritterstand, 1622 zum Freiherrn erhoben. Ein 1611 in Prag gedruckter Porträt-Kupferstich bezeichnet ihn als kaiserlichen und königlichen Hofkammerrat und Rat des Erzherzogs Maximilians III. Als kaiserlicher Münzwardein war er gemeinsam mit dem Hofkammerpräsidenten Anton Wolfradt von Kaiser Ferdinand II. beauftragt, der in der Kipper- und Wipperzeit entstandenen Münzentwertung entgegenzuwirken.

## Besitzungen
Neben der ererbten Herrschaft Gumpendorf konnte Muschinger eine Reihe weiterer Besitzungen im Waldviertel erwerben. Bereits 1614 kaufte er Schloss und Herrschaft Rosenburg von Kardinal Franz von Dietrichstein. Unter seinem Besitz erfuhr die Rosenburg einen bedeutenden Ausbau. So wurde unter anderem der heute noch bestehende Turnierhof errichtet. 1620 wurde die Rosenburg von evangelischen Truppen des Horner Bundes gestürmt. Eine Gedenksäule im Schlossgarten erinnert an "300 Männer, Frauen und Kinder", die dabei ums Leben gekommen sein sollen. Aufgrund dieses historisch allerdings nicht weiter belegbaren Ereignisses wird die Volksballade "Es liegt ein Schloss in Österreich" seitdem mit der Rosenburg in Verbindung gebracht. Nachdem 1622 den Herren von Puchheim, die der Reformation anhingen, die Herrschaften Horn und Raan entzogen worden war, gelangten auch diese an Muschinger. Die Herrschaft Gars gelangte als Teil des Erbes seiner Ehefrau, Margarethe geb. Kemptner, in seinen Besitz, die übrigen Anteile daran kaufte er ihren Geschwistern ab. 1624 erwarb er die Herrschaft Drosendorf. Nach seinem Tod 1628 gingen diese Herrschaften als Erbe seiner beiden Töchter an die Schwiegersöhne über. Peter Ernst Graf Mollard erhielt die Herrschaften Gumpendorf und Rosenburg, ein weiterer Schwiegersohn, Ferdinand Sigismund Kurtz von Senftenau, erhielt die Herrschaften Horn, Drosendorf, Gars und Raan.

## Sonstiges
1615 ließ Muschinger im Kreuzgang des Wiener Schottenstifts eine Grablege für seine Familie errichten, in der auch er bestattet ist. Noch zu seinen Lebzeiten wurden zwei Medaillen auf ihn geprägt. In Horn ist die Vinzenz-Muschinger-Gasse nach ihm benannt.